# فرناند برونر
فرناند برونر هو فيلسوف سويسري، ولد في 1920 في لوزان في سويسرا، وتوفي في 1 نوفمبر 1991 في Cortaillod ‏ في سويسرا.